# Miki Monrás
Miquel Monrás Albanell (Barcelona, 17 de enero de 1992), conocido popularmente como Miki Monrás, es un expiloto de automovilismo español.

## Carrera

### Karting
Monrás empezó su carrera dentro del mundo del motor en el karting en 2002. Fue con diferencia un piloto muy destacado en esta categoría, pues en 2006 fue campeón de Europa Junior, en 2007 compitió en el Campeonato Europeo KF2 quedando subcampeón por detrás de Will Stevens, quedó 3r clasificado en la World Series Karting y fue 5º clasificado en el Italian Open Masters. 

### Fórmulas
Hizo su debut en los monoplazas en 2007, corriendo una ronda en el Master Junior Fórmula de la escuela de Emilio de Villota. También disputó ese año las series invernales de la Formula Renault 2.0 Italiana donde tras disputar las cuatro carreras fue 13º. Ascendió a la Eurocopa Fórmula Renault 2.0 para la temporada 2008, con la escudería Hitech Junior Team. Finalizó el 21º consiguiendo 2 puntos en 14 carreras. Mejoró sus resultados en la Copa de Europa Occidental de Fórmula Renault 2.0 en el 2009 donde consiguió varios podios, entre ellos, uno en el Circuit de Catalunya finalizando 4º el campeonato.
En el 2010 Miki entró en la GP3 Series, compitiendo para MW Arden, el equipo por aquel entonces sustentado por el expiloto de Fórmula 1 Mark Webber. Su compañero en el equipo fue Michael Christensen. Finalizó en décima plaza consiguiendo dos podios, siendo con diferencia el mejor del equipo. Tras no lograr presupuesto suficiente para seguir en la categoría un año más, en 2011 decidió correr en la FIA Fórmula 2 en 2011 tras el éxito de Andy Soucek la temporada anterior. Empezó muy bien, con una victoria, algo que más tarde no podría repetir ya que su resultado más repetido fueron los cuartos puestos, precisamente terminaría el campeonato en esa posición y en total conseguiría 3 podios.

### Blancpain Endurance Series
En junio de 2012, Monrás es invitado por el equipo Ruffier Racing para disputar la ronda de Paul Ricard de la Blancpain Endurance Series, su coche, quedó 5º y 4º en su categoría en las dos carreras que disputó.

### Postcarrera
Tras realizar algunos test dedicados a intentar encontrar equipo para 2013, Monrás desapareció de los circuitos internacionales. Reapareció unos años más tarde, aunque no como piloto, trabajando junto a su mánager Adrián Vallés en la escudería AV Fórmula hasta la desaparición de la misma.

## Resumen de carrera
| Temporada    | Series                                        | Escudería                     | Carreras | Victorias | Poles | VR | Podios | Puntos | Pos. |
| ------------ | --------------------------------------------- | ----------------------------- | -------- | --------- | ----- | -- | ------ | ------ | ---- |
| 2007         | Master Junior Fórmula                         |                               | 3        | 0         | 0     | 0  | 0      | 25     | 17.º |
| 2007         | Formula Renault 2.0 Italiana Winter Series    | Cram Competition              | 4        | 0         | 0     | 0  | 0      | 32     | 13.º |
| 2008         | Fórmula Renault 2.0 WEC                       | Hitech Junior Team SG Formula | 15       | 0         | 0     | 0  | 1      | 30     | 8.º  |
| 2008         | Eurocopa Fórmula Renault 2.0                  | Hitech Junior Team SG Formula | 14       | 0         | 0     | 0  | 0      | 6      | 21.º |
| 2009         | Eurocopa Fórmula Renault 2.0                  | Epsilon Euskadi               | 14       | 0         | 0     | 0  | 3      | 76     | 5.º  |
| 2009         | Fórmula Renault 2.0 WEC                       | Epsilon Euskadi               | 14       | 0         | 1     | 1  | 7      | 117    | 4.º  |
| 2010         | GP3 Series                                    | MW Arden                      | 16       | 0         | 0     | 1  | 2      | 17     | 10.º |
| 2011         | Campeonato FIA Fórmula Dos                    | Motorsport Vision             | 16       | 1         | 1     | 2  | 4      | 153    | 4.º  |
| 2012         | Blancpain Endurance Series - Trofeo Gentlemen | Ruffier Racing                | 1        | 0         | 0     | 0  | 0      | ?      | ?    |
| Referencias: |                                               |                               |          |           |       |    |        |        |      |

## Resultados

### GP3 Series
(Clave) (negrita indica pole position) (cursiva indica vuelta rápida puntuable)

| Año  | Escudería | 1   | 1   | 2   | 2   | 3   | 3   | 4   | 4   | 5   | 5   | 6   | 6   | 7   | 7   | 8   | 8   | Pos. | Puntos | Ref.  |
| ---- | --------- | --- | --- | --- | --- | --- | --- | --- | --- | --- | --- | --- | --- | --- | --- | --- | --- | ---- | ------ | ----- |
| 2010 | MW Arden  | BAR | BAR | EST | EST | VAL | VAL | SIL | SIL | HOC | HOC | BUD | BUD | SPA | SPA | MNZ | MNZ | 10.º | 17     | [ 7 ] |
| 2010 | MW Arden  | 10  | 23  | 7   | 2   | 5   | 13  | 15  | 18  | Ret | 15  | Ret | 20  | 9   | 3   | 11  | 6   | 10.º | 17     | [ 7 ] |

### Campeonato Fórmula 2
| Temporada | SIL | SIL | MAG | MAG | SPA | SPA | NÜR | NÜR | BRH | BRH | RBR | RBR | MON | MON | CAT | CAT | Pos. | Puntos |
| --------- | --- | --- | --- | --- | --- | --- | --- | --- | --- | --- | --- | --- | --- | --- | --- | --- | ---- | ------ |
| 2011      | 3   | 1   | 4   | 4   | 9   | 4   | 4   | 8   | 4   | 9   | Ret | 11  | 17  | 3   | 2   | 4   | 4.º  | 153    |